# Рибера-Баха-дель-Эбро

Флаг Рибера-Баха-дель-Эбро

Герб Рибера-Баха-дель-Эбро

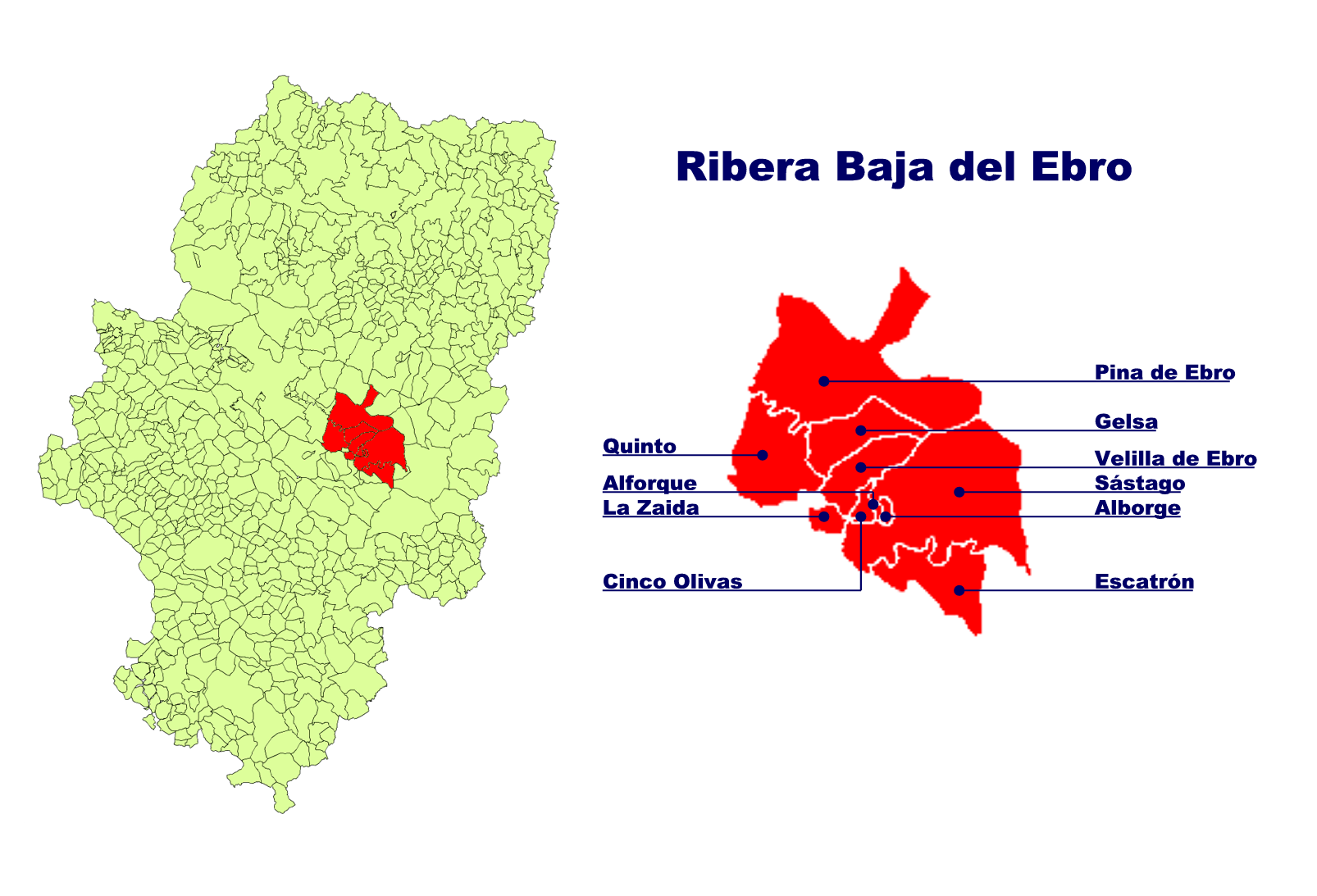

Рибера-Баха-дель-Эбро (исп. Ribera Baja del Ebro, араг. Ribera Baixa d'Ebro) — район (комарка) в Испании, входит в провинцию Сарагоса в составе автономного сообщества Арагон.

## Муниципалитеты
1. Альборхе
2. Альфорке
3. Велилья-де-Эбро
4. Кинто
5. Ла-Сайда
6. Пина-де-Эбро
7. Састаго
8. Синко-Оливас
9. Эскатрон
10. Хельса